# ZIL-157軍卡

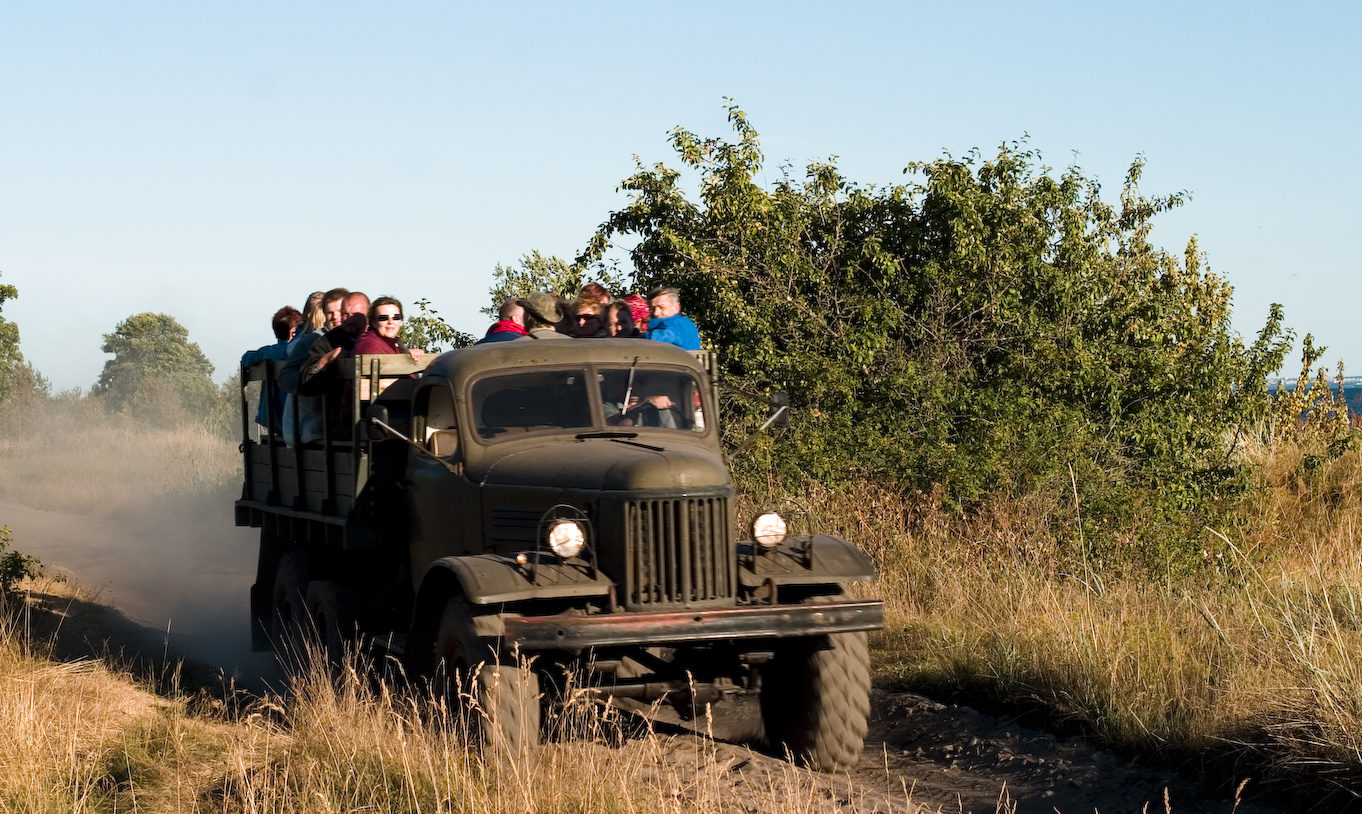
在愛沙尼亞奈斯岛的ZIL-157軍卡.

ZIL-157軍卡為二戰後蘇聯利哈乔夫汽车厂(ZIL)生產的通用2+1⁄2噸六輪驅動軍用卡車。ZIL-157軍卡為蘇聯戰後量產的ZiS-151卡車之改良型，與前一版本比較，ZIL-157更換接地面積更大的輪胎，以及動力更強勁的引擎，因此有更好的越野表現。ZIL-157軍卡具有輪胎壓力中央控制系統，亦是標準的蘇聯軍用卡車，直到被ZIL-131卡車和烏拉爾-375系列卡車取代。之後ZIL-131軍卡、烏拉爾-375軍卡與GAZ-66軍卡成為冷戰中期蘇聯軍隊廣泛使用的軍用卡車。
除了蘇聯國內，此款卡車廣泛授權給華沙公約組織以及與俄國友好的國家工廠製造，並提供給一般民間運用，成為冷戰期間共產世界具代表性的運輸車輛。中華人民共和國以其ZIL的发音而称为“吉尔-157卡车”，于1956年购买该车的製造授權，原因是當時第一汽車製造廠計畫量產的解放CA-10載重貨車中有50%零件與ZIL-157共通，因此直接引進較節省資源。在1957年，蘇聯專家與技術圖紙運抵一汽，由一汽副廠長孟少農領銜的工程團隊將CA-10的零件與ZIL-157的設計進行整合，在1959年中共版本的ZIL-157卡車開始量產，稱為解放CA-30卡車。

## 延伸型
- ZIL-157B軍卡：拖拉機拖車型。1958年-1982年製造
- ZIL-157KD軍卡 (原廠型號 ЗИЛ-157КД)[2]
- ZIL-165軍卡：ZIL-131軍卡的原型。1958年製造。

## 使用國家
- 苏联
- 乌克兰

- 乌克兰武装部队
- 烏克蘭內政部部隊（Internal Troops of Ukraine） - 直到2012年

## 參見

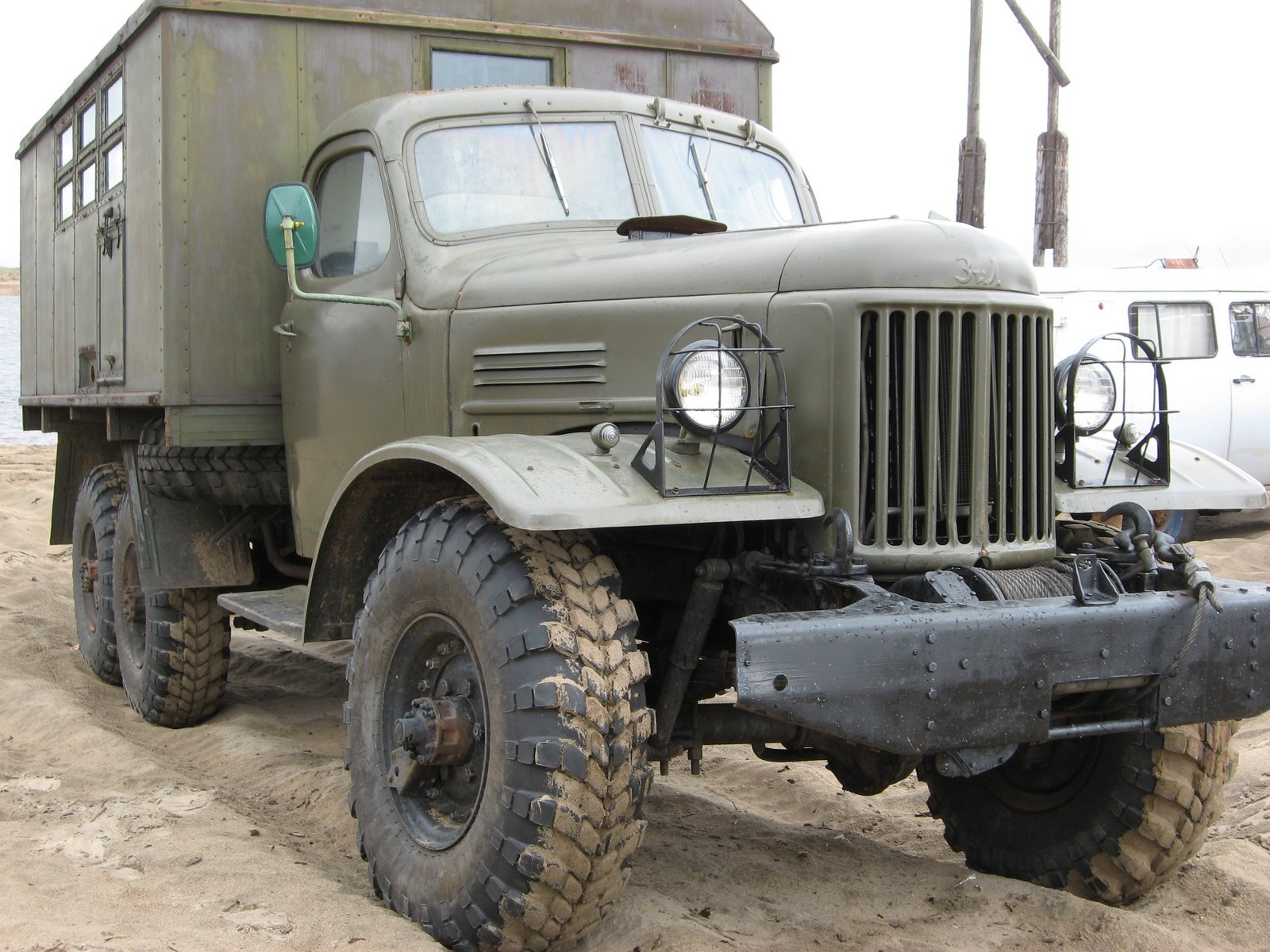
俄羅斯ZIL-157軍卡.

## 外部連接
- Fan-Club ZiL 157
- English website for Russian Military Trucks （页面存档备份，存于）
- Short movie about the ZIL-157, with Russian comment （页面存档备份，存于）
- Russian drawings of ZiL 157 （页面存档备份，存于）